# Horsstensleden
Horsstensleden  var tänkt som eventuell framtida farled genom Stockholms skärgård in till Stockholms hamn, planerad av Sjöfartsverket och Stockholms Hamnar.
Ledens syfte var att förkorta seglingstiden för de största kryssningsfartygen som är för stora för Sandhamnsleden och idag är hänvisade till Furusundsleden för passage in till Stockholm och därmed stimulera stadens besöksnäring. Totalt berör detta ca 5% av den totala fartygsangöringen till Stockholms hamn, dvs de största internationella kryssningsfartygen under sommarhalvåret.
Efter kraftfulla protester i över ett års tid stoppades planerna av regeringen i juni 2019.

## Kritik och alternativ
Planerna har rönt kritik från lokala politiker och tidigare Skärgårdsmiljöföreningen och under 2017/2018 av initiativet Hela Skärgården, (www.helaskargarden.se) som driver kampanjen Stoppa Horsstensleden.  Detta baserat på att en unik och mycket känslig och värdefull skärgårdsnatur kommer att förloras då leden går förbi riksintresset Horssten, samt på de miljöproblem som dessa menar att stora fartyg innebär vid hamn i Stockholm. Mer än 450 000 personer besökt kampanjens FB sida och 8500 protester har skickats till regeringen i samband med remisshantering av den kommande Nationella planen för infrastruktur som beslutades under våren 2018.
Alternativet till Horsstensleden är flytta huvudhamnen för Stockholm utanför den inre skärgården till exempelvis Nynäshamn vilket har diskuterats i samband med en översikt av hur Stockholm i framtiden ska försörjas med olja och bränsle där önskemålet är få bort alla miljöfarliga fartygsfrakter från den trängre delen av Stockholms skärgård.
Värmdö kommun har en längre tid arbetat för att göra området till ett marint naturreservat och initiativet Hela Skärgården driver frågan att göra  delar av Stockholms Skärgård till ett världsarv.

## Anläggningsteknik
Den anläggningsteknik man avser att använda för Horsstensleden är att med konventionell spränghålsborrning uppifrån borrplattformar avlägsna vissa bergklackar på havsbotten. Sprängmassorna beräknas uppgå till totalt 730.000 ton avlägsnat berg, motsvarande ca 2 miljoner ton.
Spränghålsborrning från borrplattformar ner i berggrunden på havsbotten är en teknik som använts sedan början av 1900-talet för bland annat fördjupning av hamnar och viktiga infartsleder för att kunna ta in större fartygstonnage och för att reducera risken för grundstötning och påföljande skador på havsmiljön även vid miljöfarlig last.
Vid vattendjup på 20-25 m används ofta flytande plattformar som är försedda med vertikalt skjutbara stödben som förs ner till havsbotten. Plattformen lyfts upp så högt ur vattnet att aktuell våghöjd inte kan rubba plattformens och borrsträngens läge under borrningen. Den enda skillnaden mot spränghålsborrning på fastlandet i exempelvis dagbrott är vattnet mellan havsbotten och plattformen. Vattendjupet motsvarar den förlängning av borrsträngen som måste införas och utgörs av ett antal ihopskarvade borr-rör. Berget på botten sprängs sönder i sektioner till ett kontrollerat djup med en avpassad mängd sprängmedel, varefter den krossade stenen muddras upp i mudderfartyg med öppningsbar botten och tippas vanligtvis ute i havet på större djup genom att fartyget körs ut till anvisad plats, där bottenluckorna öppnas. Sprängmassorna kan även användas som stenfyllnadsmassor på land och fraktas i detta fall in till närmaste större kajplats för omlastning på lastbil.

### Biologisk påverkan
Den biologiska påverkan på vattenmiljön vid sprängning på havsbotten hänför sig främst till kväveläckaget från sprängämnet. De tippade sprängmassorna kan ofta fungera som skyddade platser för olika typ av djupgående fiskar och kräftdjur vid i övrigt släta bottenformationer, som jämnats ut under flera tusen år av orörd sedimentering, genom de många håligheter som bildas när stenmassor tippas inom ett koncentrerat område.      
De grund som ska sprängas bort utgörs av den internationellt sett hotade naturtypen rev som Sverige åtagit sig att skydda och vårda genom EU:s habitatdirektiv. Reven med dess tångskogar och musselbankar utgör livsmiljöer för fisk och födobas för skärgårdsfåglarna.
Havsbottnarna utmed sträckan Harö – Horssten utgörs till stora delar av den hotade naturtypen sandbankar som är en för barnkammare för fisk. Stora fartyg påverkar genom svall denna känsliga miljö och gör de vegetationsklädda bottnarna sterila. 
Leden kommer att gå genom ett viktigt fågelområde utpekat som IBA-område (Important Bird Areas utpekade av Birdlife International) och skära rakt igenom en av landets allra viktigaste ruggningsplatser för den hotade ejdern.

### Fotnoter
1. ↑  Stavning Horssten enligt svenskt sjökort Rödlöga-Svenska Högarna, kort nr. 613 SW.
2. ↑  Öberg, Johan; Douglas, Gustaf Otto; Lindqvist, Hans; Hellgren Westerlund, Anna; Blombäck, Yvonne (29 augusti 2006). ”Spräng inte Horstensleden”. SvD. http://www.svd.se/sprang-inte-horstensleden. Läst 7 oktober 2015.
3. ↑  ”Stockholmsregionens framtida oljeförsörjning - Slutrapport” (PDF). Djurgården-Lilla Värtans Miljöskyddsförening. Transek. december 2006. http://www.dlv.se/Startsida/Loudden2011/Slutrapport_Loudden.pdf. Läst 7 oktober 2015.

### Webbkällor
- Hotsstensledens dragning på gällande sjökort utarbetad av Hydrographica AB.
- Miljökonsekvensbeskrivning för Horsstensleden från Sjöfartsverket och Stockholms Hamnar, version från januari 2008
- Naturskyddsföreningens remissvar, Horsstensleden.
- Skärgårdsmiljöföreningens yttrande om Horsstensleden.
- Företaget RockFall, som utför undervattensborrning, sprängning och muddring.
- www.stoppahorsstensleden.se